# Aloe (resina)
Se llama aloe al producto vegetal que se saca por incisión de la planta del mismo nombre  (también conocido como acíbar) y es semejante a la pita. El aloe se presenta en masas de varios colores desmenuzables con fractura brillante. Machacadas estas masas dan un polvo dorado y de sabor amargo.
Se distinguen las siguientes clases de aloe:
- Aloe caballuno: se presenta en masas de color moreno, sucio o casi negro y llenas de impurezas que dan un polvo pardo oscuro.
- Aloe sucotrino: se presenta en masas brillantes, vidriosas, semitransparentes, de color rojo amarillente, de fractura brillante y resinosa, de olor fuerte aromático y penetrante y sabor amargo. Es el único que sirve en medicina como purgante y tónico.
- Aloe hepático: el de segunda clase, de olor semejante al del hígado, menos transparente y brillante pero más oscuro que el sucotrino y de olor fuerte semejante a la mirra.